# Гуайра
Гуайра (исп. Guairá)— департамент Парагвая, расположен в центре страны. Территория — 3,846 км², население — 190 035 человек (2007). Административный центр — город Вильяррика. Делится на 18 округов.